# Isoodon
Genre
Le bandicoot à nez court (le genre Isoodon ; en anglais : short-nosed bandicoot) est un genre de marsupiaux faisant partie de l'ordre des Peramelemorphia.
Ce genre comprend trois espèces.
On a retrouvé des fossiles d'une espèce disparue : Ischnodon australis.

## Liste des espèces et sous-espèces
Selon NCBI (18 juin 2011) :
- Isoodon auratus
  - sous-espèce Isoodon auratus barrowensis
- Isoodon macrourus
  - sous-espèce Isoodon macrourus macrourus
  - sous-espèce Isoodon macrourus moresbyensis
- Isoodon obesulus
  - sous-espèce Isoodon obesulus affinis
  - sous-espèce Isoodon obesulus fusciventer
  - sous-espèce Isoodon obesulus nautica
  - sous-espèce Isoodon obesulus obesulus
  - sous-espèce Isoodon obesulus peninsulae

## Liste d'espèces
Selon ITIS (18 juin 2011) :
- Isoodon auratus (Ramsay, 1887) — bandicoot doré.
- Isoodon macrourus (Gould, 1842) — bandicoot brun du Nord.
- Isoodon obesulus (Shaw, 1797) — bandicoot brun du Sud